# V. S. Pritchett
Victor Sawdon Pritchett, CH, CBE (Ipswich, 16 de dezembro de 1900 - Londres, 20 de março de 1997) foi um escritor e crítico literário britânico. Pritchett era conhecido principalmente por seus contos, reunidos em vários volumes. Seus trabalhos de não ficção incluem as memórias A Cab at the Door (1968) e Midnight Oil (1971), e muitas coleções de ensaios sobre biografia e crítica literária,